# Samarkanda (obra de teatro)
Samarkanda es una obra de teatro de Antonio Gala, estrenada en 1985.

## Argumento
Bruno y Diego son dos hermanos que se reencuentran tras siete años de separación. Charlan sobre sus vidas, sus pasiones, sus ambiciones y llegan a rozar la declaración de amor homosexual incestuoso. Tras una breve escapada, Diego regresa con una prostituta llamada Sally, que termina enamorada de Bruno. Pronto se conoce que Bruno anda perseguido por elementos mafiosos debido a turbios asuntos de su pasado. Cuando los perseguidores encuentran el refugio, quien finalmente muere disparado es Diego.

## Estreno
- Teatro Príncipe de Madrid el 6 de septiembre de 1985.
  - Dirección: María Ruiz.
  - Intérpretes: Juan Gea (Bruno), Joan Miralles (Diego), Alicia Sánchez (Sally).

En gira por provincias, un año después, la obra fue interpretada por Pepe Lara, Alfredo Alba y Paloma Paso Jardiel. En el último montaje Pepe Lara, Alfredo Alba y Mónica Cano.